# Konstitutioneller Bischof
Ein Konstitutioneller Bischof (frz. évêque constitutionel) war ein Bischof der während der Französischen Revolution reorganisierten Katholischen Kirche Frankreichs.
Die Diözesen der konstitutionellen Bischöfe entsprachen den 1790 errichteten Départements. Die konstitutionellen Bischöfe waren meist Priester, die den Ideen des Gallikanismus und der Französischen Revolution nahestanden. Sie wurden von kooperationswilligen Klerikern und Gläubigen ihrer Diözesen aus jenem Teil des französischen Klerus gewählt, der einen Treueeid auf die Zivilverfassung des Klerus (1790) abgelegt hatte, und amtierten ohne Zustimmung des Papstes. Rom betrachtete sie als Schismatiker und die ins Ausland geflüchteten Bischöfe des Ancien Régime weiterhin als die allein legitimen Inhaber der französischen Bischofsstühle.
Am Ende der Terrorherrschaft 1794 amtierten von ursprünglich 87 noch 59 konstitutionelle Bischöfe, im Herbst 1801 noch 32. Im Jahr 1797 und vom 20. Juni bis zur Unterbrechung am 16. August 1801 traten sie in Paris zu Nationalkonzilien zusammen und betonten ihre Selbständigkeit gegenüber der römischen Kurie. Mit der Unterzeichnung des Konkordats von 1801 durch Napoléon und Kardinal Consalvi als Vertreter Papst Pius VII. wurden sowohl die konstitutionellen Bischöfe als auch sämtliche 94 noch lebenden Bischöfe des Ancien Régime zum Amtsverzicht gedrängt. Von letzteren fügten sich 58, wohingegen 36 ihre Demission zunächst ablehnten. Auch ein Teil der konstitutionellen Bischöfe suchte die eigene Diözese zu bewahren oder innerhalb des zu reorganisierenden Episkopats weiter Verwendung zu finden. Im Oktober 1801 traten 49 konstitutionelle Bischöfe zurück, alle ohne Schuldeingeständnis und ohne Verleugnung ihrer Bischofswahl und -weihe. Zwölf rekonziliationswillige Bischöfe erhielten 1802 ihre erneute staatliche Bestellung, doch zunächst keine päpstlichen Urkunden. Ihre Integration in den „neuen“, konkordatären Episkopat erfolgte im Einzelfall unterschiedlich, doch meist unter erheblichen diplomatischen Anstrengungen.
Bekannte konstitutionelle Bischöfe
- Yves Marie Audrein, Bischof im Département Finistère
- Marc-Antoine Berdolet, Bischof im Département Haut-Rhin, später Bischof von Aachen
- Claude Debertier, Bischof im Département Aveyron
- Jean-Baptiste Demandre, Bischof im Doubs
- Charles-François Dorlodot, Bischof des Départements Département Mayenne
- Louis-Alexandre Expilly de la Poipe, Bischof im Département Finistère
- Claude Fauchet, Bischof im Département Calvados
- Léonard Honoré Gay de Vernon, Bischof im Département Haute-Vienne
- Jean Baptiste Joseph Gobel, Bischof von Paris
- Henri Grégoire, der abbé Grégoire, Bischof im Département Loir-et-Cher
- Marc-Antoine Huguet, Bischof im Département Creuse
- Louis Jarente de Sénas d’Orgeval, Bischof im Département Loiret
- Antoine-Adrien Lamourette, Bischof im Département Rhône-et-Loire (Lyon)
- Jean-Claude Leblanc de Beaulieu, Bischof von Rouen, später Bischof von Soissons
- Claude Le Coz, Bischof im Département Ille-et-Vilaine, später Erzbischof von Besançon
- Jean-Baptiste Massieu, Bischof im Département Oise
- Jean Antoine Maudru, Bischof im Département Vosges
- Guillaume Mauviel, Bischof von Saint-Domingue
- Michel-Joseph de Pidoll, Bischof im Département Sarthe
- François-Ambroise Rodrigue, Bischof im Département Vendée
- Barthélemy-Jean-Baptiste Sanadon, Bischof im Département Basses-Pyrénées
- Jean-Baptiste Pierre Saurine, Bischof im Département Landes
- Noël-Gabriel-Luce Villar, Bischof im Département Mayenne